# 299
299是298與300之間的自然數。

## 在數學中
- 合數，正因數有1、13、23和299。
質因數分解為{\displaystyle 13\times 23}。
- 虧數，真因數和為37，虧度為262。
- 不尋常數，大於平方根的質因數為23。
- 第94個半質數。前一個為298、下一個為301。
- 無平方數因數的數。
- 第33個十进制的自我數。前一個為288、下一個為310。
- 十进制的奢侈數。
- 無平方數因數的數

## 在人類文化中
- 2003年SARS事件共造成香港299人死亡
- 格陵蘭的國際電話區號為299
- 美國號航空母艦的水線長度為299公尺，是從未真正存在過的航空母艦

## 在天文中
- 阿普 299 是一對在大熊座內距離地球大約1億3千4百萬光年遠的星系
- NGC 299 是杜鵑座的一個星系

## 在其他領域中
- 西元299年和前299年
- 紫色的HSV為（299°, 48%, 66%）
- 擎天神II運載火箭助推器2的比沖為299秒
- 九龍巴士299X線，前稱299